# Еталон смерекового насадження (Верховинський район, Перкалабське лісництво)
Етало́н смере́кового наса́дження — ботанічна пам'ятка природи місцевого значення в Україні. Об'єкт розташований на території Верховинського району Івано-Франківської області. 
Площа 3,2 га. Статус отриманий у 2004 році. Перебуває у віданні ДП «Гринявський держлісгосп» (Перкалабське л-во, кв. 7, вид. 16). 